# Interview (magazine)
Pour les articles homonymes, voir Interview (homonymie).
Interview est un magazine américain créé par Andy Warhol et Gerard Malanga en 1969. Magazine influent, il est consacré aux arts et aux célébrités.

## Historique
Le premier numéro est publié en novembre 1969 sous le nom de Inter/VIEW. Gerard Malanga, Paul Morrissey, John Wilcock (en) et Warhol en sont les quatre rédacteurs principaux. Les premiers numéros mensuels sont consacrés au cinéma marginal et indépendant, le but affiché étant de promouvoir les productions cinématographiques de la Factory, contre Hollywood.
Bruno Bischofberger est l'un des premiers principaux mécènes. Bob Colacello (en), recruté comme critique de film, devient rédacteur-en-chef, assisté de Pat Hackett puis rejoints par Glenn O'Brien entre 1971 et 1974. En quelques mois, le magazine s'ouvre à toutes les formes artistiques, le tirage est au début des années 1970 de 5 000 exemplaires.
Entre 1972 et 1989, la une du magazine se caractérise par une image pleine page du visage d'une célébrité, retravaillée par l'artiste Richard F. Bernstein qui signe la plupart des couvertures.
En 1989, le magazine est acheté par Sandra et Peter Brant ; Ingrid Sischy devient la rédactrice-en-chef de 1989 à 2008. Les dix années suivantes sont marquées par la direction artistique de Fabien Baron. Depuis novembre 2017, Nick Hamaris est le rédacteur-en-chef.
Le 21 mai 2018, le magazine et le site internet sont arrêtés, et la société d'édition dissoute. Cependant, en septembre suivant, Kelly Brant et Jason Nikic annoncent avoir racheté la marque et lancé le 521e numéro du magazine ; Peter Brant demeure propriétaire du site.

## Contributeurs
- Fran Lebowitz
- Christopher Makos (en) (1980-1987)
- Philippe Morillon
- Matthew Rolston (en)
- André Leon Talley